# Wapen van Heino

Het wapen van Heino per 1898

Het wapen van Heino per 1953

De Overijsselse gemeente Heino heeft in haar bestaan twee gemeentewapens gehad. Het eerste wapen van Heino werd op 27 december 1898 per Koninklijk Besluit door de Hoge Raad van Adel toegekend. Het tweede werd per 4 mei 1953 toegekend. Vanaf 2001 is dit wapen niet langer als gemeentewapen in gebruik omdat de gemeente Heino opging in de gemeente Raalte. De klaverbladen werden overgenomen in het wapen van Raalte.

## Blazoenering
De blazoenering van het eerste wapen per 27 december 1898 luidt als volgt:
Doorsneden; a in sabel een ploegijzer van zilver; b in zilver drie klaverbladeren van sinopel.`
De blazoenering van het tweede wapen per 4 mei 1953 luidt als volgt:
Doorsneden; a in sabel een ploegijzer van zilver; b in zilver drie klaverbladeren van sinopel. Het schild gedekt door een gouden kroon van drie bladeren en twee paarlen.

## Verklaring

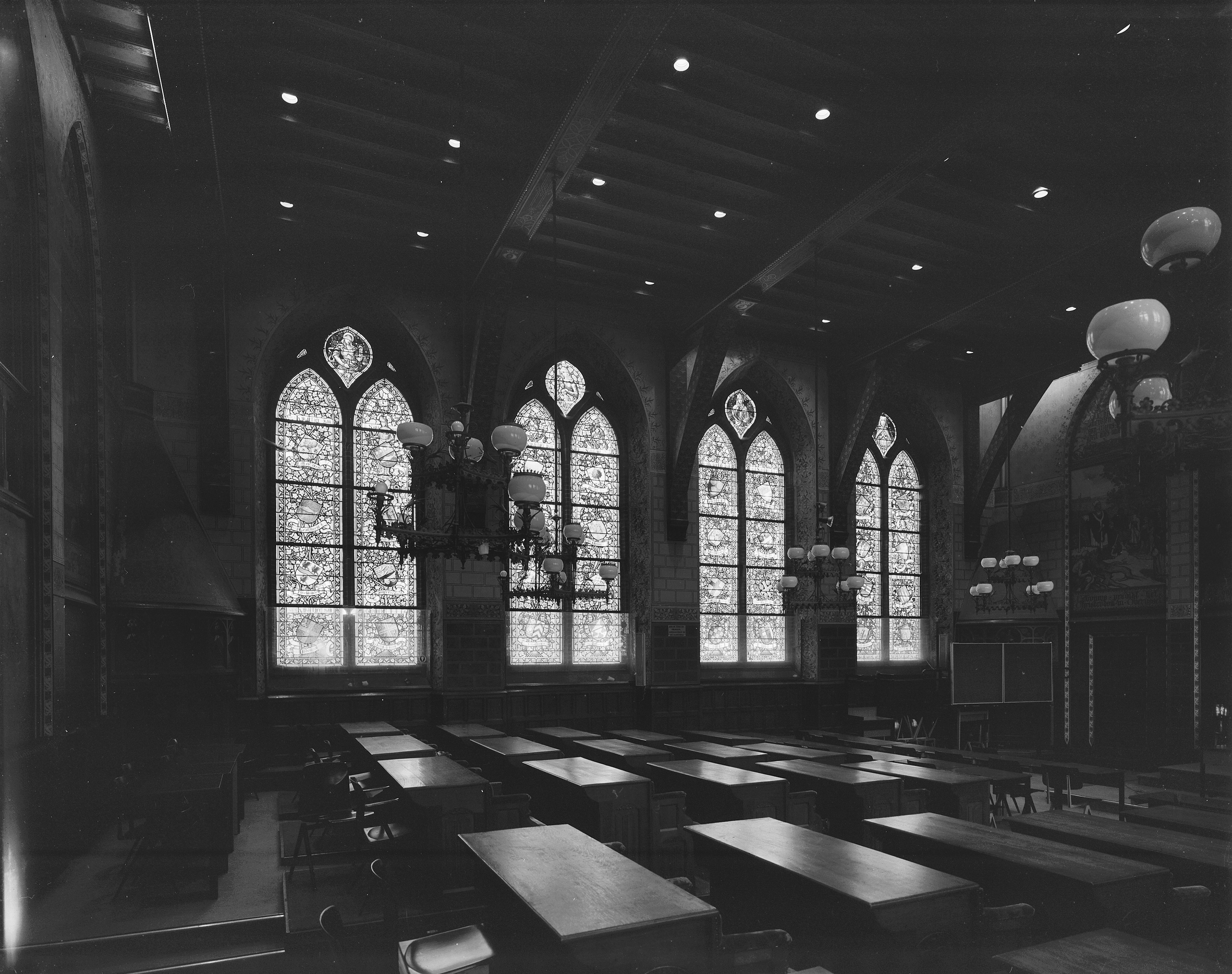
De glas in loodramen in het voormalige provinciehuis in Zwolle

De bouw van een nieuwe vergaderzaal voor de Staten van Overijssel eind 19e eeuw, waarin wapens van gemeenten opgenomen zouden worden in de ramen, leidde tot een aanvraag van een eigen wapen. Het wapen symboliseert de voornaamste bronnen van bestaan in de gemeente: landbouw en veeteelt..
Hoewel klaverbladen duidelijk verwijzen naar de aanwezige landbouw in de gemeente en op advies van de Hoge Raad van Adel is opgenomen, is het ook een mogelijke verwijzing naar een van de laatste schouten van de gemeente, Hendrik van Langen. Deze ondertekende zijn stukken met een zegelstempel waarop in het middelpunt van het zegelwapen drie klaverblaadjes voorkomen.
Het tweede wapen is een voortzetting van het eerste wapen, vermeerderd met een gravenkroon.

## Verwante wapens

Wapen van Raalte